# Repsold (cráter)

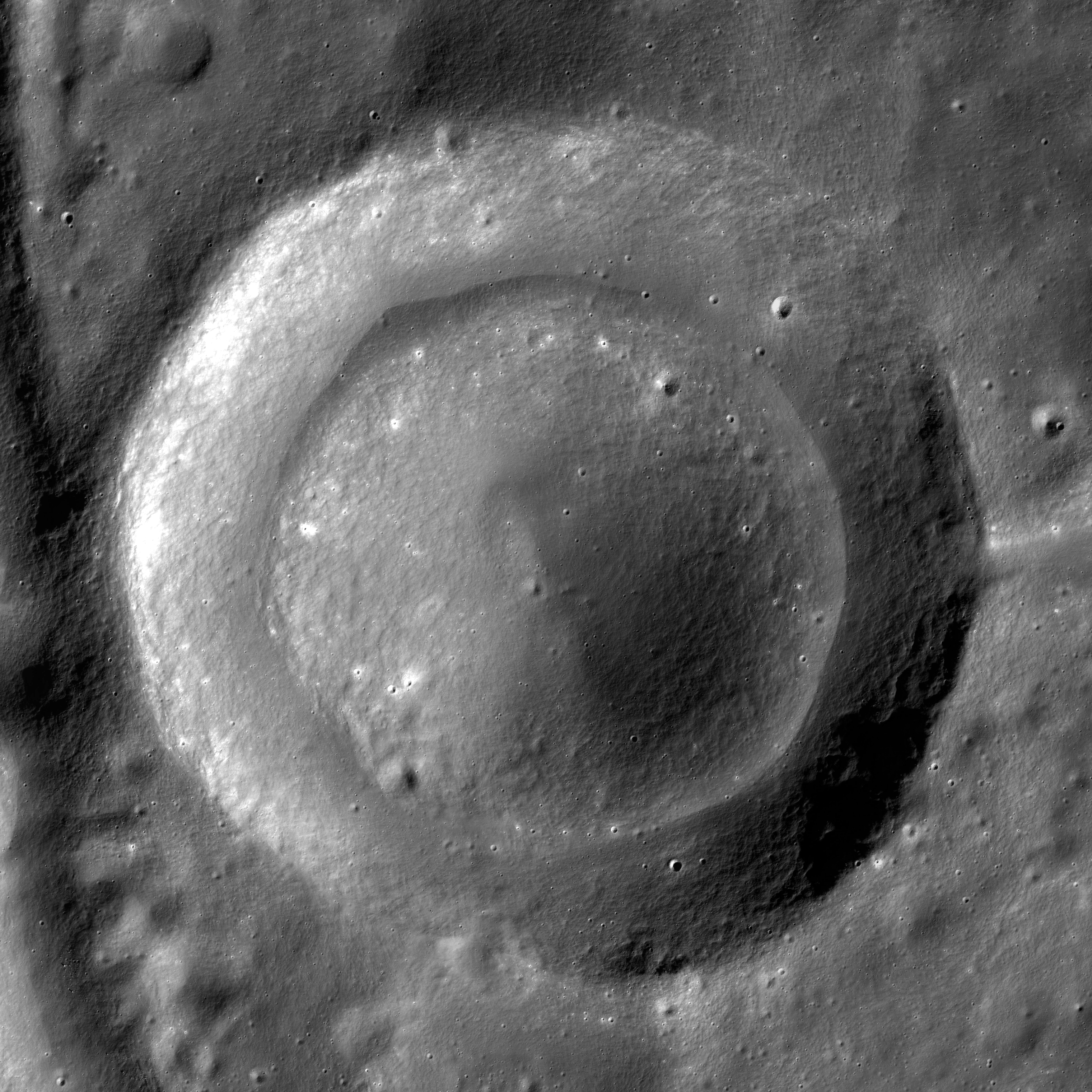
Cráter satélite Repsold A (Fotografía de la misión LRO)

Repsold es un cráter de impacto lunar que se encuentra en el extremo occidental del Oceanus Procellarum, al noreste del cráter Galvani y al sureste de la llanura amurallada de Volta. Debido a su proximidad al limbo noroccidental de la Luna, este cráter aparece altamente deformado por el escorzo cuando se observa desde la Tierra. Debe su nombre al   astrónomo alemán Johann Georg Repsold (1770-1830).
|  |

Este cráter ha sido fuertemente dañado por sucesivos impactos y gran parte de su borde se ha desintegrado, dejando una región accidentada de pequeños cráteres. La sección más intacta del brocal se halla en la parte sureste, que separa esta formación del mare adyacente. El cráter satélite Repsold G invade la parte suroeste del cráter.
El suelo interior de Repsold contiene un sistema de grietas denominado Rimae Repsold. La más prominente de estas fisuras comienza en la parte noreste del suelo y cruza hacia el suroeste. La hendidura atraviesa Repsold G, dividiéndolo en dos, y continúa hacia el oeste-suroeste hasta que penetra en el suelo de Galvani. El sistema de grietas completo alcanza un diámetro de 166 kilómetros.
Gran parte del suelo de Repsold es un terreno plano formado por flujos de lava basáltica, que luego se agrietaron para formar el sistema de crestas. Sin embargo, el suelo está marcado por varios pequeños cráteres y algunas zonas contienen crestas bajas, incluyendo una pequeña cordillera en el sector este.

## Cráteres satélite
Por convención estos elementos son identificados en los mapas lunares poniendo la letra en el lado del punto medio del cráter que está más cercano a Repsold.
|         | \| Repsold \| Coordenadas \| Diámetro \| \| ------- \| ----------------------------- \| -------- \| \| A \| 51°48′N 77°00′O / 51.8, -77.0 \| 9 km \| \| B \| 53°12′N 75°48′O / 53.2, -75.8 \| 38 km \| \| C \| 48°54′N 73°36′O / 48.9, -73.6 \| 133 km \| \| G \| 50°30′N 80°36′O / 50.5, -80.6 \| 44 km \| \| H \| 51°42′N 81°36′O / 51.7, -81.6 \| 12 km \| \| N \| 49°00′N 78°12′O / 49.0, -78.2 \| 14 km \| \| R \| 49°48′N 72°12′O / 49.8, -72.2 \| 13 km \| \| S \| 47°48′N 75°12′O / 47.8, -75.2 \| 9 km \| \| T \| 47°42′N 79°54′O / 47.7, -79.9 \| 13 km \| \| V \| 50°48′N 75°24′O / 50.8, -75.4 \| 7 km \| \| W \| 52°36′N 79°48′O / 52.6, -79.8 \| 10 km \| |          |
| Repsold | Coordenadas | Diámetro |
| A       | 51°48′N 77°00′O / 51.8, -77.0 | 9 km     |
| B       | 53°12′N 75°48′O / 53.2, -75.8 | 38 km    |
| C       | 48°54′N 73°36′O / 48.9, -73.6 | 133 km   |
| G       | 50°30′N 80°36′O / 50.5, -80.6 | 44 km    |
| H       | 51°42′N 81°36′O / 51.7, -81.6 | 12 km    |
| N       | 49°00′N 78°12′O / 49.0, -78.2 | 14 km    |
| R       | 49°48′N 72°12′O / 49.8, -72.2 | 13 km    |
| S       | 47°48′N 75°12′O / 47.8, -75.2 | 9 km     |
| T       | 47°42′N 79°54′O / 47.7, -79.9 | 13 km    |
| V       | 50°48′N 75°24′O / 50.8, -75.4 | 7 km     |
| W       | 52°36′N 79°48′O / 52.6, -79.8 | 10 km    |